# ۱۲۲۵ (میلادی)
۱۲۲۵ (میلادی) هزار و دویست و بیست و پنجمین سال تقویم میلادی است.

## درگذشتگان
‎